# هانتر داگلاس
هانتر داگلاس (انگلیسی: Hunter Douglas) شرکت پنجره‌سازی هلندی است، که در سال ۱۹۱۹ تأسیس شد.